# Xestospongia deweerdtae
Xestospongia deweerdtae är en svampdjursart som beskrevs av Marcus Lehnert och van Soest 1999. Xestospongia deweerdtae ingår i släktet Xestospongia och familjen Petrosiidae. Inga underarter finns listade i Catalogue of Life.